# Шелудько Геннадій Леонідович
Генна́дій Леоні́дович Шелудько — полковник Збройних Сил України, заступник головного штурмана штурманського управління авіації Командування Повітряних Сил ЗС України.
Станом на 2017 рік мешкав у місті Вінниці з дружиною і двома доньками.

## Нагороди
- Відзнака «Знак пошани» (2011)
- Орден «За мужність» III ст. — «за особисту мужність і героїзм, виявлені у захисті державного суверенітету та територіальної цілісності України під час російсько-української війни» (08.09.2014)[1]
- Орден Данила Галицького — «за особисту мужність, виявлену у захисті державного суверенітету та територіальної цілісності України, самовіддане виконання військового обов’язку» (23.02.2024)[2]